# Grand Prix automobile de Grande-Bretagne 1980
Résultats du Grand Prix de Grande-Bretagne de Formule 1 1980 qui a eu lieu sur le circuit de Brands Hatch le 13 juillet 1980.

## Classement
| Pos. | No | Pilote                | Écurie          | Tours | Temps/Abandon                      | Grille | Points |
| ---- | -- | --------------------- | --------------- | ----- | ---------------------------------- | ------ | ------ |
| 1    | 27 | Alan Jones            | Williams-Ford   | 76    | 1 h 34 min 49 s 228 (202,318 km/h) | 3      | 9      |
| 2    | 5  | Nelson Piquet         | Brabham-Ford    | 76    | + 11 s 007                         | 5      | 6      |
| 3    | 28 | Carlos Reutemann      | Williams-Ford   | 76    | + 13 s 285                         | 4      | 4      |
| 4    | 4  | Derek Daly            | Tyrrell-Ford    | 75    | + 1 tour                           | 10     | 3      |
| 5    | 3  | Jean-Pierre Jarier    | Tyrrell-Ford    | 75    | + 1 tour                           | 11     | 2      |
| 6    | 8  | Alain Prost           | McLaren-Ford    | 75    | + 1 tour                           | 7      | 1      |
| 7    | 6  | Héctor Rebaque        | Brabham-Ford    | 74    | + 2 tours                          | 17     |        |
| 8    | 7  | John Watson           | McLaren-Ford    | 74    | + 2 tours                          | 12     |        |
| 9    | 29 | Riccardo Patrese      | Arrows-Ford     | 73    | + 3 tours                          | 21     |        |
| 10   | 1  | Jody Scheckter        | Ferrari         | 73    | + 3 tours                          | 23     |        |
| 11   | 50 | Rupert Keegan         | Williams-Ford   | 73    | + 3 tours                          | 18     |        |
| 12   | 20 | Emerson Fittipaldi    | Fittipaldi-Ford | 72    | + 4 tours                          | 22     |        |
| 13   | 30 | Jochen Mass           | Arrows-Ford     | 69    | + 7 tours                          | 24     |        |
| Nc.  | 16 | René Arnoux           | Renault         | 67    | Non classé                         | 16     |        |
| Abd. | 25 | Didier Pironi         | Ligier-Ford     | 63    | Crevaison                          | 1      |        |
| Abd. | 9  | Marc Surer            | ATS-Ford        | 59    | Moteur                             | 15     |        |
| Abd. | 11 | Mario Andretti        | Lotus-Ford      | 57    | Boîte de vitesses                  | 9      |        |
| Abd. | 23 | Bruno Giacomelli      | Alfa Romeo      | 42    | Sortie de piste                    | 6      |        |
| Abd. | 2  | Gilles Villeneuve     | Ferrari         | 35    | Moteur                             | 19     |        |
| Abd. | 26 | Jacques Laffite       | Ligier-Ford     | 30    | Accident                           | 2      |        |
| Abd. | 22 | Patrick Depailler     | Alfa Romeo      | 27    | Soupape                            | 8      |        |
| Abd. | 31 | Eddie Cheever         | Osella-Ford     | 17    | Suspension                         | 20     |        |
| Abd. | 12 | Elio De Angelis       | Lotus-Ford      | 16    | Suspension                         | 14     |        |
| Abd. | 15 | Jean-Pierre Jabouille | Renault         | 6     | Moteur                             | 13     |        |
| Nq.  | 14 | Jan Lammers           | Ensign-Ford     |       | Non qualifié                       |        |        |
| Nq.  | 21 | Keke Rosberg          | Fittipaldi-Ford |       | Non qualifié                       |        |        |
| Nq.  | 43 | Desiré Wilson         | Williams-Ford   |       | Non qualifiée                      |        |        |

## Pole position et record du tour
- Pole position : Didier Pironi en 1 min 11 s 004 (vitesse moyenne : 213,301 km/h).
- Meilleur tour en course : Didier Pironi en 1 min 12 s 368 au 54e tour (vitesse moyenne : 209,280 km/h).

## Tours en tête
- Didier Pironi : 18 (1-18)
- Jacques Laffite : 12 (19-30)
- Alan Jones : 46 (31-76)

## À noter
- 8e victoire pour Alan Jones.
- 9e victoire pour Williams en tant que constructeur.
- 132e victoire pour Ford-Cosworth en tant que motoriste.